# Apogon maculatus
Apogon maculatus är en fiskart som först beskrevs av Poey, 1860.  Apogon maculatus ingår i släktet Apogon och familjen Apogonidae. Inga underarter finns listade i Catalogue of Life.

## Bildgalleri

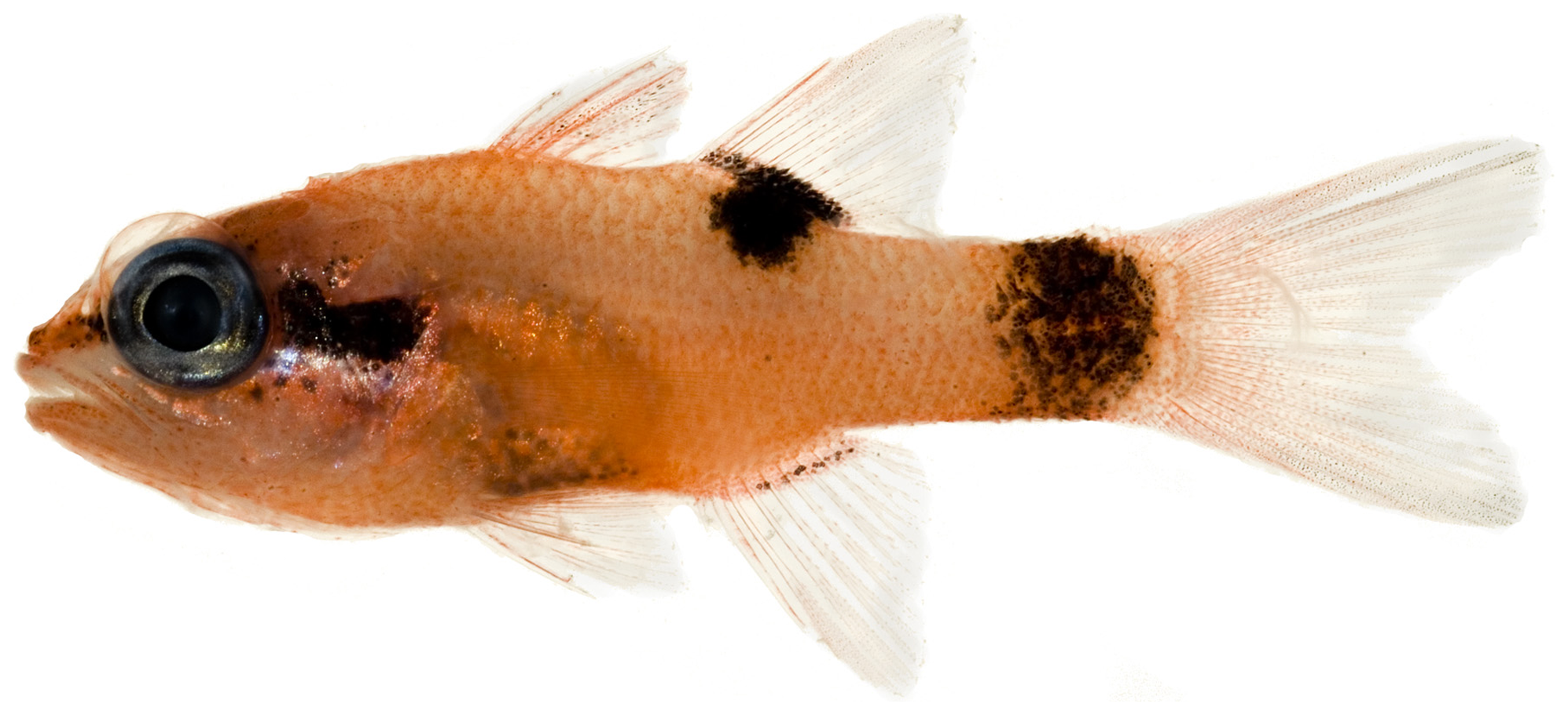